# محمد بن اسحاق بن محمشاد نیشابوری
ابوبکر محمد بن اسحاق بن محمشاد نیشابوری (درگذشتهٔ ۴۲۱ هجری قمری) از رهبران برجستهٔ فرقهٔ کرامیه در نیشابور بود. وی پس از درگذشت پدرش، ابویعقوب اسحاق بن محمشاد، رهبری کرامیان نیشابور را بر عهده گرفت.
او فعالیت‌های گسترده‌ای در ترویج آموزه‌های کرامیه و در تحکیم موقعیت این فرقه در خراسان داشت و در دوران حکومت غزنویان، به‌ویژه در زمان سلطان محمود غزنوی، نفوذ قابل‌توجهی داشت. کرامیه در میان طبقات پایین‌تر نیشابور، محبوبیت داشت و مجمع و مقر اصلی آنان در منطقه فقیرنشین شهر بود.
او دستور تخریب مسجد تازه‌ساختهٔ شیعیان در نیشابور را صادر کرد و به تنش‌های مذهبی دامن زد. او همچنین رقابتی با قاضی صاعد بن محمد پیشوای حنفیان نیشابور و قاضی نیشابور و قاضی‌القضات خراسان داشت.
پس از مرگ وی در سال ۴۲۱ هجری قمری، فرزندش رهبری کرامیان نیشابور را بر عهده گرفت.